# Pyotr III của Nga
Pyotr III (21 tháng 2 [lịch cũ 10 tháng 2] năm 1728 – 17 tháng 7 [lịch cũ 6 tháng 7] năm 1762) (tiếng Nga: Пётр III Фëдорович, Pyotr III Fyodorovich), còn gọi là Pie III là một Nga hoàng, chỉ trị vì trong 6 tháng năm 1762.
Vì một số chính sách không được lòng dân, ông bị vợ là Ekaterina II (1729 - 1796) lật đổ và cướp ngôi.

## Thời niên thiếu và tính cách
Pyotr chào đời ở Kiel, Schleswig-Holstein và được đặt tên là Karl Peter Ulrich. Cha là Karl Friedrich, công tước xứ Holstein-Gottorp (cháu của Karl XII của Thụy Điển). Mẹ là Anna Petrovna, con gái của Pyotr Đại đế với người vợ thứ hai là Ekaterina I. Mẹ của ông mất trong khoảng thời gian hai tuần sau khi hạ sinh ông. Năm 1739, cha của Pyotr mất và ông thay thế cha trở thành công tước xứ Holstein-Gottorp. Do đó, ông có thể được coi là người kế thừa cả hai vương triều Nga và Thụy Điển.
Khi em của Anna là Elizaveta trở thành Hoàng hậu Nga, bà đã đưa Pyotr từ Đức về Nga và tuyên bố ông là người kế thừa của bà vào mùa thu năm 1742. Trước đó, cậu bé Pyotr 14 tuổi đã được tuyên bố là Vua của Phần Lan trong Chiến tranh Nga-Thụy Điển (1741–1743) khi người Nga đang chiếm giữ Phần Lan.
Ông được người dì là Nữ hoàng Elizaveta Petrovna chỉ định làm người kế vị ngôi vua. Elizaveta là con gái của Pyotr Đại đế.
Pyotr III lên ngôi năm 1762.

## Trị vì

### Chính sách đối ngoại
Do có tư tưởng thân Phổ và ngưỡng mộ Friedrich II nên sau khi Pyotr III trở thành Sa hoàng Nga, ông đã rút quân khỏi Chiến tranh Bảy năm và ký một Hiệp ước hòa bình với Phổ, đồng thời tuyên bố bảo vệ Phổ trước bất cứ một cuộc tấn công nào. Đồng thời, Friedrich cũng trao trả tù binh Nga. Ông đã từ bỏ tất cả các cuộc chinh phạt của Nga ở Phổ và trao cho Phổ 12.000 quân để liên minh với Friedrich II. Do đó, Nga đã chuyển từ một kẻ thù của Phổ sang một đồng minh. Sau đó, quân đội Nga rút khỏi Berlin và chuyển sang tấn công Áo. Nhờ đó, Friedrich II đã chiếm lại được Silesia từ Áo và sau đó buôc Áo phải lên bàn đàm phán để ký Hòa ước Hubertusburg

## Thoái vị
Pyotr III bị buộc phải thoái vị vào ngày 9 tháng 7 năm 1762 (lịch cũ là 28 tháng 6) bởi vợ ông là Ekaterina II. Không lâu sau, ông bị đày đến Ropsha và mất ở đó sau vài ngày, thọ 34 tuổi.